# Mémoire de l'ombre
 (décembre 2021).
Si vous disposez d'ouvrages ou d'articles de référence ou si vous connaissez des sites web de qualité traitant du thème abordé ici, merci de compléter l'article en donnant les références utiles à sa vérifiabilité et en les liant à la section « Notes et références ».
Mémoire de l'ombre (en tamazight : Tamuktit n Umalu) est un long métrage d'animation de 78 minutes, produit en 2008 par Faouzi Vision, une agence d'audiovisuel installée à Agadir (Maroc) et par la SNRT. Il a été réalisé par Madghis Afoulay. Le film rend hommage à l'une des figures emblématiques de l'histoire amazighe, le roi Jugurtha, qui lutta contre l'invasion romaine, à la fin du IIe siècle av. J.-C..